# Nelson Acosta
Nelson Bonifacio Acosta López (Paso de los Toros, Tacuarembó, 12 de junio de 1944) es un exfutbolista y entrenador uruguayo nacionalizado chileno.

## Trayectoria
Sus primeros 14 años de su vida los pasó junto a sus cinco hermanos, dos varones y tres mujeres, en su natal Estación Francia, villorrio ubicado a 300 kilómetros de Montevideo, que estaba compuesto por un almacén, la escuela, unas cinco o seis casas, y la estación del ferrocarril, de la cual su padre era el jefe de estación.
Ahí también nació su pasión por el fútbol, ya que desde muy pequeño era el encargado de organizar los partidos. Cuando tenía 15 años su padre se jubiló y la familia se mudó a Paso de los Toros, a 60 kilómetros de Estación Francia. A los 16, debutó en la Selección de esa localidad y dos años después viajó a Montevideo a probarse en Nacional. Durante dos semanas entrenó en Parque Central, pero llegado el momento de arreglar le ofrecieron muy poco dinero, por lo que prefirió irse. 
Su club en Paso de los Toros fue el C.A. Ámsterdam, con el cual obtuvo el campeonato local de la L.I.F. en 1965 y 1967 antes de marcharse al fútbol capitalino.

### Como futbolista
Posteriormente, en 1969 fue requerido por Huracán Buceo. En el primer partido del campeonato, ante Central Español, entró en el segundo tiempo y no dejó más la titularidad hasta dos años después, cuando se traslada al Peñarol donde su figura se agigantó a niveles insospechados. Cinco temporadas y tres títulos (1973, 1974 y 1975) fueron parte de su cosecha con la camiseta aurinegra y el inicio de su despedida, ya que en 1977 viajó a Chile para defender a Everton de Viña del Mar, posteriormente se desempeñó en O'Higgins y en Arturo Fernández Vial en 1984, para jugar en el primer semestre de ese año en Lota Schwager.

### Como entrenador
Ha hecho la mayor parte de su carrera en Chile, cuyo punto cúlmine fue ser finalista de la Copa Chile con Fernández Vial en 1987, la obtención de la Copa Chile a cargo de Unión Española en 1992 y 1993, equipo con el que además alcanzó los cuartos de final en la Copa Libertadores de aquel último año, eliminando a Cruzeiro en octavos. En 1996 sustituyó a Xabier Azkargorta como entrenador de la selección chilena, la cual, liderada por la temible dupla ofensiva conformada por Iván Zamorano y Marcelo Salas, consiguió clasificar a la Copa Mundial de Fútbol de 1998 tras 16 años de ausencia, consiguiendo llegar en esta a segunda fase por primera vez desde 1962. Más tarde obtendría un cuarto lugar en la Copa América 1999 y la medalla de bronce a cargo de la Sub-23 en los Juegos Olímpicos de 2000. No obstante, sus pésimos resultados en las eliminatorias para la Copa Mundial de Fútbol de 2002 le valieron su despido tras una derrota como local ante Argentina (0-2) en 2000, como la mala relación con el entonces presidente de la ANFP Mario Mosquera, quien le criticó la forma de trabajo, planteamientos tácticos y la convocatoria de algunos jugadores, además de condicionar su puesto a una victoria ante Perú en Eliminatorias.
Al mando de Cobreloa obtuvo el Torneo de Apertura 2003 (después de 11 años en que la institución no lograba una estrella) y alcanzó los cuartos de final de la Copa Libertadores de aquel mismo año, quedando eliminados ante el futuro campeón Boca Juniors. Después de un breve y poco exitoso paso por la selección boliviana, regresó a Cobreloa, obteniendo el Torneo de Clausura 2004. En 2005 volvió a dirigir a la selección chilena, luego del despido de Juvenal Olmos, pero su gestión sufrió el rechazo de la afición debido a su esquema de juego excesivamente conservador. El decepcionante rendimiento del seleccionado en la Copa América 2007, motivó su renuncia el 10 de julio de 2007, tras la vergonzosa goleada por 6-1 ante Brasil que significó la eliminación de Chile, y el subsiguiente escándalo de indisciplina, denominado "Puertoordazo", en que algunos jugadores se embriagaron y agredieron a los empleados del hotel donde se hospedaban en Puerto Ordaz (Venezuela).
El 3 de junio de 2008 obtendría un nuevo título, esta vez como entrenador de Everton, en el Campeonato de Apertura. Luego volvió a Cobreloa, el 11 de diciembre de 2010, y en su segunda estadía con el club logró llegar a la final del Torneo Clausura 2011 y clasificarlo a la Copa Sudamericana 2012. Tras varios amagos de renuncia, el 2 de abril de 2012 abandonó la banca loína.
El 24 de marzo de 2012 fue confirmado por Deportivo Quito como su nuevo entrenador, remplazando así al argentino Carlos Ischia; Pese a realizar una aceptable campaña, no logró, sin embargo, revertir la escasez de puntos que traía el equipo en la tabla acumulada. El 8 de mayo de 2012 se oficializó su salida del club.
A fines de 2014 asumió como DT de Deportes Iquique. Sin embargo, el 7 de septiembre de 2015 renunció a la banca debido a malos resultados.
El 18 de febrero de 2016 fue nombrado director deportivo honorario de Fernández Vial.
En septiembre de 2017 se anunció su retiro definitivo del fútbol, debido a que fue diagnosticado con el mal de Alzheimer. Sin embargo, a pesar de haber aparentemente confirmado este diagnóstico en una entrevista concedida a TVN, pocos días después Acosta negó que padeciera Alzheimer y aclaró que su retiro, si bien era por problemas de salud, sería solo temporal. El 18 de marzo de 2023, sufrió un paro cardiorespiratorio por lo que fue internado de urgencia en la Clínica Isamédica, siendo dado de alta el 24 de marzo del mismo año. El 18 de noviembre de 2023, se reportó que sufrió una descompensación que lo mantiene hasta la fecha hospitalizado.

## Clubes

### Como futbolista
| Club           | País    | Año       |
| -------------- | ------- | --------- |
| Huracán Buceo  | Uruguay | 1969-1971 |
| Peñarol        | Uruguay | 1972-1976 |
| Everton        | Chile   | 1977      |
| O'Higgins      | Chile   | 1978-1981 |
| Fernández Vial | Chile   | 1982-1984 |
| Lota Schwager  | Chile   | 1984      |

### Como entrenador
| Club                           | País    | Año       | PJ   | PG  | PE  | PP  | Efectividad |
| ------------------------------ | ------- | --------- | ---- | --- | --- | --- | ----------- |
| Fernández Vial                 | Chile   | 1984-1988 | 212  | 75  | 76  | 61  | 47.33%      |
| O'Higgins                      | Chile   | 1988-1991 | 153  | 69  | 44  | 40  | 54.69%      |
| Unión Española                 | Chile   | 1992      | 27   | 16  | 4   | 7   | 64.2%       |
| Cruz Azul                      | México  | 1992      | 19   | 7   | 5   | 7   | 45.61%      |
| Unión Española                 | Chile   | 1992-1996 | 151  | 62  | 33  | 56  | 48.34%      |
| Selección de fútbol de Chile   | Chile   | 1996-2001 | 70   | 27  | 17  | 26  | 46.67%      |
| Cobreloa                       | Chile   | 2002-2003 | 56   | 32  | 11  | 13  | 63.69%      |
| Selección de fútbol de Bolivia | Bolivia | 2003-2004 | 7    | 3   | 0   | 4   | 42.86%      |
| Cobreloa                       | Chile   | 2004-2005 | 51   | 22  | 15  | 14  | 52.94%      |
| Selección de fútbol de Chile   | Chile   | 2005-2007 | 28   | 13  | 8   | 7   | 55.95%      |
| Everton                        | Chile   | 2007-2010 | 137  | 50  | 33  | 54  | 44.53%      |
| Cobreloa                       | Chile   | 2011-2012 | 56   | 20  | 15  | 21  | 44.64%      |
| Deportivo Quito                | Ecuador | 2012      | 5    | 2   | 1   | 2   | 46.67%      |
| Everton                        | Chile   | 2014      | 14   | 5   | 4   | 5   | 45.23%      |
| Deportes Iquique               | Chile   | 2014-2015 | 35   | 12  | 7   | 16  | 40.96%      |
| Total                          | Total   | Total     | 1021 | 415 | 273 | 333 | 49.56%      |

#### Partidos dirigidos con selecciones
| Partidos dirigidos en la selección chilena | Partidos dirigidos en la selección chilena | Partidos dirigidos en la selección chilena | Partidos dirigidos en la selección chilena | Partidos dirigidos en la selección chilena | Partidos dirigidos en la selección chilena |
| N.º                                        | Fecha                                      | Lugar                                      | Rival                                      | Resultado                                  | Competición                                |
| ------------------------------------------ | ------------------------------------------ | ------------------------------------------ | ------------------------------------------ | ------------------------------------------ | ------------------------------------------ |
| 1                                          | 8 de septiembre de 1993                    | Alicante                                   | España                                     | 0-2                                        | Amistoso                                   |
| 2                                          | 6 de julio de 1996                         | Santiago                                   | Ecuador                                    | 4-1                                        | Eliminatorias Sudamericanas 1998           |
| 3                                          | 25 de agosto de 1996                       | Liberia                                    | Costa Rica                                 | 1-1                                        | Amistoso                                   |
| 4                                          | 1 de septiembre de 1996                    | Barranquilla                               | Colombia                                   | 1-4                                        | Eliminatorias Sudamericanas 1998           |
| 5                                          | 9 de octubre de 1996                       | Asunción                                   | Paraguay                                   | 1-2                                        | Eliminatorias Sudamericanas 1998           |
| 6                                          | 12 de noviembre de 1996                    | Santiago                                   | Uruguay                                    | 1-0                                        | Eliminatorias Sudamericanas 1998           |
| 7                                          | 15 de diciembre de 1996                    | Buenos Aires                               | Argentina                                  | 1-1                                        | Eliminatorias Sudamericanas 1998           |
| 8                                          | 4 de enero de 1997                         | Viña del Mar                               | Armenia                                    | 7-0                                        | Amistoso                                   |
| 9                                          | 12 de enero de 1997                        | Lima                                       | Perú                                       | 1-2                                        | Eliminatorias Sudamericanas 1998           |
| 10                                         | 12 de febrero de 1997                      | La Paz                                     | Bolivia                                    | 1-1                                        | Eliminatorias Sudamericanas 1998           |
| 11                                         | 2 de abril de 1997                         | Brasilia                                   | Brasil                                     | 0-4                                        | Amistoso                                   |
| 12                                         | 29 de abril de 1997                        | Santiago                                   | Venezuela                                  | 6-0                                        | Eliminatorias Sudamericanas 1998           |
| 13                                         | 8 de junio de 1997                         | Quito                                      | Ecuador                                    | 1-1                                        | Eliminatorias Sudamericanas 1998           |
| 14                                         | 11 de junio de 1997                        | Cochabamba                                 | Paraguay                                   | 0-1                                        | Copa América 1997                          |
| 15                                         | 14 de junio de 1997                        | Cochabamba                                 | Argentina                                  | 0-2                                        | Copa América 1997                          |
| 16                                         | 17 de junio de 1997                        | Cochabamba                                 | Ecuador                                    | 1-2                                        | Copa América 1997                          |
| 17                                         | 5 de julio de 1997                         | Santiago                                   | Colombia                                   | 4-1                                        | Eliminatorias Sudamericanas 1998           |
| 18                                         | 20 de julio de 1997                        | Santiago                                   | Paraguay                                   | 2-1                                        | Eliminatorias Sudamericanas 1998           |
| 19                                         | 20 de agosto de 1997                       | Montevideo                                 | Uruguay                                    | 0-1                                        | Eliminatorias Sudamericanas 1998           |
| 20                                         | 10 de septiembre de 1997                   | Santiago                                   | Argentina                                  | 1-2                                        | Eliminatorias Sudamericanas 1998           |
| 21                                         | 12 de octubre de 1997                      | Santiago                                   | Perú                                       | 4-0                                        | Eliminatorias Sudamericanas 1998           |
| 22                                         | 7 de noviembre de 1997                     | Antofagasta                                | Guatemala                                  | 4-1                                        | Amistoso                                   |
| 23                                         | 16 de noviembre de 1997                    | Santiago                                   | Bolivia                                    | 3-0                                        | Eliminatorias Sudamericanas 1998           |
| 24                                         | 31 de enero de 1998                        | So Kon Po                                  | Irán                                       | 1-1 (2-4)                                  | 1998 Carlsberg Cup 1998                    |
| 25                                         | 4 de febrero de 1998                       | Auckland                                   | Nueva Zelanda                              | 0-0                                        | Amistoso                                   |
| 26                                         | 7 de febrero de 1998                       | Melbourne                                  | Australia                                  | 1-0                                        | Amistoso                                   |
| 27                                         | 11 de febrero de 1998                      | Londres                                    | Inglaterra                                 | 2-0                                        | Amistoso                                   |
| 28                                         | 22 de abril de 1998                        | Santiago                                   | Colombia                                   | 2-2                                        | Amistoso                                   |
| 29                                         | 29 de abril de 1998                        | Santiago                                   | Lituania                                   | 1-0                                        | Amistoso                                   |
| 30                                         | 19 de mayo de 1998                         | Mendoza                                    | Argentina                                  | 0-1                                        | Amistoso                                   |
| 31                                         | 24 de mayo de 1998                         | Santiago                                   | Uruguay                                    | 2-2                                        | Amistoso                                   |
| 32                                         | 31 de mayo de 1998                         | Montélimar                                 | Túnez                                      | 3-2                                        | Amistoso                                   |
| 33                                         | 4 de junio de 1998                         | Aviñón                                     | Marruecos                                  | 1-1                                        | Amistoso                                   |
| 34                                         | 11 de junio de 1998                        | Burdeos                                    | Italia                                     | 2-2                                        | Copa Mundial de Fútbol de 1998             |
| 35                                         | 17 de junio de 1998                        | Saint-Étienne                              | Austria                                    | 1-1                                        | Copa Mundial de Fútbol de 1998             |
| 36                                         | 23 de junio de 1998                        | Nantes                                     | Camerún                                    | 1-1                                        | Copa Mundial de Fútbol de 1998             |
| 37                                         | 27 de junio de 1998                        | París                                      | Brasil                                     | 1-4                                        | Copa Mundial de Fútbol de 1998             |
| 38                                         | 17 de febrero de 1999                      | Ciudad de Guatemala                        | Guatemala                                  | 1-1                                        | Amistoso                                   |
| 39                                         | 21 de febrero de 1999                      | Fort Lauderdale                            | Estados Unidos                             | 1-2                                        | Amistoso                                   |
| 40                                         | 28 de abril de 1999                        | Cochabamba                                 | Bolivia                                    | 1-1                                        | Amistoso                                   |
| 41                                         | 29 de mayo de 1999                         | Concepción                                 | Costa Rica                                 | 3-0                                        | Amistoso                                   |
| 42                                         | 20 de junio de 1999                        | Santiago                                   | Bolivia                                    | 1-0                                        | Amistoso                                   |
| 43                                         | 23 de junio de 1999                        | Santiago                                   | Ecuador                                    | 0-0                                        | Amistoso                                   |
| 44                                         | 30 de junio de 1999                        | Ciudad del Este                            | México                                     | 0-1                                        | Copa América 1999                          |
| 45                                         | 3 de julio de 1999                         | Ciudad del Este                            | Venezuela                                  | 3-0                                        | Copa América 1999                          |
| 46                                         | 6 de julio de 1999                         | Ciudad del Este                            | Brasil                                     | 0-1                                        | Copa América 1999                          |
| 47                                         | 11 de julio de 1999                        | Luque                                      | Colombia                                   | 3-2                                        | Copa América 1999                          |
| 48                                         | 13 de julio de 1999                        | Asunción                                   | Uruguay                                    | 1-1 (3-5)                                  | Copa América 1999                          |
| 49                                         | 17 de julio de 1999                        | Asunción                                   | México                                     | 1-2                                        | Copa América 1999                          |
| 50                                         | 29 de enero de 2000                        | Coquimbo                                   | Estados Unidos                             | 1-2                                        | Amistoso                                   |
| 51                                         | 2 de febrero de 2000                       | San José                                   | Costa Rica                                 | 0-1                                        | Amistoso                                   |
| 52                                         | 5 de febrero de 2000                       | Ciudad de Guatemala                        | Guatemala                                  | 1-2                                        | Amistoso                                   |
| 53                                         | 9 de febrero de 2000                       | Valparaíso                                 | Australia                                  | 2-1                                        | Copa Ciudad de Valparaíso                  |
| 54                                         | 12 de febrero de 2000                      | Valparaíso                                 | Bulgaria                                   | 3-2                                        | Copa Ciudad de Valparaíso                  |
| 55                                         | 15 de febrero de 2000                      | Valparaíso                                 | Eslovaquia                                 | 0-2                                        | Copa Ciudad de Valparaíso                  |
| 56                                         | 22 de marzo de 2000                        | Santiago                                   | Honduras                                   | 5-2                                        | Amistoso                                   |
| 57                                         | 29 de marzo de 2000                        | Buenos Aires                               | Argentina                                  | 1-4                                        | Eliminatorias Sudamericanas 2002           |
| 58                                         | 26 de abril de 2000                        | Santiago                                   | Perú                                       | 1-1                                        | Eliminatorias Sudamericanas 2002           |
| 59                                         | 3 de junio de 2000                         | Montevideo                                 | Uruguay                                    | 1-2                                        | Eliminatorias Sudamericanas 2002           |
| 60                                         | 29 de junio de 2000                        | Santiago                                   | Paraguay                                   | 3-1                                        | Eliminatorias Sudamericanas 2002           |
| 61                                         | 19 de julio de 2000                        | La Paz                                     | Bolivia                                    | 0-1                                        | Eliminatorias Sudamericanas 2002           |
| 62                                         | 25 de julio de 2000                        | San Cristóbal                              | Venezuela                                  | 2-0                                        | Eliminatorias Sudamericanas 2002           |
| 63                                         | 15 de agosto de 2000                       | Santiago                                   | Brasil                                     | 3-0                                        | Eliminatorias Sudamericanas 2002           |
| 64                                         | 2 de septiembre de 2000                    | Santiago                                   | Colombia                                   | 0-1                                        | Eliminatorias Sudamericanas 2002           |
| 65                                         | 8 de octubre de 2000                       | Quito                                      | Ecuador                                    | 0-1                                        | Eliminatorias Sudamericanas 2002           |
| 66                                         | 15 de noviembre de 2000                    | Santiago                                   | Argentina                                  | 0-2                                        | Eliminatorias Sudamericanas 2002           |
| 67                                         | 4 de junio de 2005                         | Santiago                                   | Bolivia                                    | 3-1                                        | Eliminatorias Sudamericanas 2006           |
| 68                                         | 8 de junio de 2005                         | Santiago                                   | Venezuela                                  | 2-1                                        | Eliminatorias Sudamericanas 2006           |
| 69                                         | 17 de agosto de 2005                       | Tacna                                      | Perú                                       | 1-3                                        | Amistoso                                   |
| 70                                         | 4 de septiembre de 2005                    | Brasilia                                   | Brasil                                     | 0-5                                        | Eliminatorias Sudamericanas 2006           |
| 71                                         | 8 de octubre de 2005                       | Barranquilla                               | Colombia                                   | 1-1                                        | Eliminatorias Sudamericanas 2006           |
| 72                                         | 12 de octubre de 2005                      | Santiago                                   | Ecuador                                    | 0-0                                        | Eliminatorias Sudamericanas 2006           |
| 73                                         | 25 de abril de 2006                        | Rancagua                                   | Nueva Zelanda                              | 4-1                                        | Amistoso                                   |
| 74                                         | 27 de abril de 2006                        | La Calera                                  | Nueva Zelanda                              | 1-0                                        | Amistoso                                   |
| 75                                         | 24 de mayo de 2006                         | Dublín                                     | Irlanda                                    | 1-0                                        | Amistoso                                   |
| 76                                         | 30 de mayo de 2006                         | Vittel                                     | Costa de Marfil                            | 1-1                                        | Amistoso                                   |
| 77                                         | 2 de junio de 2006                         | Solna                                      | Suecia                                     | 1-1                                        | Amistoso                                   |
| 78                                         | 16 de agosto de 2006                       | Santiago                                   | Colombia                                   | 1-2                                        | Amistoso                                   |
| 79                                         | 7 de octubre de 2006                       | Viña del Mar                               | Perú                                       | 3-2                                        | Copa del Pacífico 2006                     |
| 80                                         | 11 de octubre de 2006                      | Tacna                                      | Perú                                       | 1-0                                        | Copa del Pacífico 2006                     |
| 81                                         | 15 de noviembre de 2006                    | Viña del Mar                               | Paraguay                                   | 3-2                                        | Amistoso                                   |
| 82                                         | 7 de febrero de 2007                       | Maracaibo                                  | Venezuela                                  | 1-0                                        | Amistoso                                   |
| 83                                         | 24 de marzo de 2007                        | Gotemburgo                                 | Brasil                                     | 0-4                                        | Amistoso                                   |
| 84                                         | 28 de marzo de 2007                        | Talca                                      | Costa Rica                                 | 1-1                                        | Amistoso                                   |
| 85                                         | 18 de abril de 2007                        | Mendoza                                    | Argentina                                  | 0-0                                        | Amistoso                                   |
| 86                                         | 9 de mayo de 2007                          | Osorno                                     | Cuba                                       | 3-0                                        | Amistoso                                   |
| 87                                         | 16 de mayo de 2007                         | Temuco                                     | Cuba                                       | 2-0                                        | Amistoso                                   |
| 88                                         | 9 de mayo de 2007                          | Puerto Príncipe                            | Haití                                      | 0-0                                        | Amistoso                                   |
| 89                                         | 2 de junio de 2007                         | San José                                   | Costa Rica                                 | 0-2                                        | Amistoso                                   |
| 90                                         | 5 de junio de 2007                         | Kingston                                   | Jamaica                                    | 1-0                                        | Amistoso                                   |
| 91                                         | 27 de junio de 2007                        | Puerto Ordaz                               | Ecuador                                    | 3-2                                        | Copa América 2007                          |
| 92                                         | 1 de julio de 2007                         | Maturín                                    | Brasil                                     | 0-3                                        | Copa América 2007                          |
| 93                                         | 4 de julio de 2007                         | Puerto La Cruz                             | México                                     | 0-0                                        | Copa América 2007                          |
| 94                                         | 7 de julio de 2007                         | Puerto La Cruz                             | Brasil                                     | 1-6                                        | Copa América 2007                          |

| Partidos dirigidos en la selección boliviana | Partidos dirigidos en la selección boliviana | Partidos dirigidos en la selección boliviana | Partidos dirigidos en la selección boliviana | Partidos dirigidos en la selección boliviana | Partidos dirigidos en la selección boliviana |
| N.º                                          | Fecha                                        | Lugar                                        | Rival                                        | Resultado                                    | Competición                                  |
| -------------------------------------------- | -------------------------------------------- | -------------------------------------------- | -------------------------------------------- | -------------------------------------------- | -------------------------------------------- |
| 1                                            | 31 de agosto de 2003                         | La Paz                                       | Panamá                                       | 3-0                                          | Amistoso                                     |
| 2                                            | 7 de septiembre de 2003                      | Montevideo                                   | Uruguay                                      | 0-5                                          | Eliminatorias Sudamericanas 2006             |
| 3                                            | 10 de septiembre de 2003                     | La Paz                                       | Colombia                                     | 4-0                                          | Eliminatorias Sudamericanas 2006             |
| 4                                            | 12 de octubre de 2003                        | Washington                                   | Honduras                                     | 1-0                                          | Amistoso                                     |
| 5                                            | 15 de noviembre de 2003                      | Buenos Aires                                 | Argentina                                    | 0-3                                          | Eliminatorias Sudamericanas 2006             |
| 6                                            | 18 de noviembre de 2003                      | Maracaibo                                    | Venezuela                                    | 1-2                                          | Eliminatorias Sudamericanas 2006             |
| 7                                            | 30 de marzo de 2004                          | La Paz                                       | Chile                                        | 0-2                                          | Eliminatorias Sudamericanas 2006             |

## Palmarés

### Como jugador

#### Campeonatos nacionales
| Título              | Club    | País    | Año  |
| ------------------- | ------- | ------- | ---- |
| Campeonato Uruguayo | Peñarol | Uruguay | 1973 |
| Campeonato Uruguayo | Peñarol | Uruguay | 1974 |
| Campeonato Uruguayo | Peñarol | Uruguay | 1975 |

#### Torneo internacional amistoso
| Título         | Club    | País      | Año  |
| -------------- | ------- | --------- | ---- |
| Copa Mohamed V | Peñarol | Marruecos | 1974 |

### Como entrenador

#### Campeonatos nacionales
| Título           | Club              | País      | Año    |
| ---------------- | ----------------- | --------- | ------ |
| Copa Chile       | Unión Española    | Chile     | 1992   |
| Copa Chile       | Unión Española    | Chile     | 1993   |
| Juegos Olímpicos | Selección Chilena | Australia | 2000   |
| Primera División | Cobreloa          | Chile     | A-2003 |
| Primera División | Cobreloa          | Chile     | C-2004 |
| Primera División | Everton           | Chile     | A-2008 |

#### Campeonatos amistosos
| Título            | Club               | País       | Año  |
| ----------------- | ------------------ | ---------- | ---- |
| Copa del Pacífico | Selección de Chile | Chile Perú | 2006 |

## Participaciones internacionales

### Como entrenador

#### En Copas del Mundo
| Mundial                        | Sede    | Resultado        |
| ------------------------------ | ------- | ---------------- |
| Copa Mundial de Fútbol de 1998 | Francia | Octavos de final |

#### En Juegos Olímpicos
| Olimpiadas                      | Sede      | Resultado         |
| ------------------------------- | --------- | ----------------- |
| Juegos Olímpicos de Sídney 2000 | Australia | Medalla de bronce |

#### En Copa América
| Torneo            | Sede      | Resultado        |
| ----------------- | --------- | ---------------- |
| Copa América 1997 | Bolivia   | Primera ronda    |
| Copa América 1999 | Paraguay  | Cuarto lugar     |
| Copa América 2007 | Venezuela | Cuartos de final |

#### En Eliminatorias Sudámericanas
| Eliminatorias                    | País                | Resultado   | Posición |
| -------------------------------- | ------------------- | ----------- | -------- |
| Eliminatorias Francia 1998       | Selección chilena   | Clasificado | 4.º      |
| Eliminatorias Corea y Japón 2002 | Selección chilena   | Eliminado   | 10.º     |
| Eliminatorias Alemania 2006      | Selección boliviana | Eliminado   | 10.º     |
| Eliminatorias Alemania 2006      | Selección chilena   | Eliminado   | 7.º      |

### En torneos continentales

#### Como jugador
| Campeonato             | Equipo    | Resultado     |
| ---------------------- | --------- | ------------- |
| Copa Libertadores 1972 | Peñarol   | Semifinales   |
| Copa Libertadores 1973 | Peñarol   | Primera ronda |
| Copa Libertadores 1974 | Peñarol   | Semifinales   |
| Copa Libertadores 1975 | Peñarol   | Primera ronda |
| Copa Libertadores 1976 | Peñarol   | Semifinales   |
| Copa Libertadores 1977 | Everton   | Primera ronda |
| Copa Libertadores 1979 | O'Higgins | Primera ronda |
| Copa Libertadores 1980 | O'Higgins | Semifinales   |

#### Como entrenador
| Campeonato             | Equipo         | Resultado        |
| ---------------------- | -------------- | ---------------- |
| Copa Libertadores 1994 | Unión Española | Cuartos de final |
| Copa Sudamericana 2002 | Cobreloa       | Primera fase     |
| Copa Libertadores 2003 | Cobreloa       | Cuartos de final |
| Copa Libertadores 2005 | Cobreloa       | Primera ronda    |
| Copa Libertadores 2009 | Everton        | Primera ronda    |